# Pimelea leucantha
Pimelea leucantha är en tibastväxtart som beskrevs av Friedrich Ludwig Diels. Pimelea leucantha ingår i släktet Pimelea och familjen tibastväxter. Inga underarter finns listade i Catalogue of Life.